# 富山県立高岡商業高等学校
富山県立高岡商業高等学校（とやまけんりつ たかおかしょうぎょうこうとうがっこう、英: Toyama Prefectural Takaoka Commercial High School）は、富山県高岡市横田にある公立の商業高等学校。通称は「高商（たかしょう）」。

## 設置学科
- 流通ビジネス科（2022年度に流通経済科から学科改編）
- 国際ビジネス科（2022年度に国際経済科から学科改編）
- 会計ビジネス科（2022年度に会計科から学科改編）
- 情報ビジネス科（2022年度に情報処理科から学科改編）

※学科改編により下記の4学科は2021年度で募集停止し、2023年度末に閉科予定。
- 流通経済科
- 国際経済科
- 会計科
- 情報処理科

## 沿革
- 1897年（明治30年）6月7日 - 高岡市立高岡簡易商業学校として創立[1]（高岡市源平板屋町妙国寺構内を仮教場とする）。
- 1899年（明治32年）11月 - 高岡市立高岡甲種商業学校と改称。
- 1900年（明治33年）11月5日 - 高岡市油町に校舎落成し開校。
- 1901年（明治34年）3月 - 高岡市立高岡商業学校と改称[1]。
- 1922年（大正11年）4月1日 - 富山県立高岡商業学校となる[2]。
- 1924年（大正13年）7月 - 高岡市湶町620番地に校舎新築移転。
- 1940年（昭和15年）4月 - 第2本科（夜間）を開設。
- 1944年（昭和19年）4月1日 - 富山県立高岡第二工業学校に転換。
- 1946年（昭和21年）4月1日 - 富山県立高岡商業学校に復帰。
- 1947年（昭和22年）4月1日 - 富山県立高岡商業学校併設中学校と改称。
- 1948年（昭和23年）
  - 4月1日 - 富山県立高岡商業高等学校となる。
  - 9月1日 - 高岡女子高等学校と統合し富山県立高岡西部高等学校となる。
- 1957年（昭和32年）4月1日 - 高岡女子高等学校（現富山県立高岡西高等学校）と分離し、富山県立高岡商業高等学校として再発足（「高岡女子高校」があった当時までは男子の比率が圧倒的に多かったが、1997年4月に共学の「高岡西高校」となってからは女子の比率が男子の比率を上回るようになった）。
- 1968年（昭和43年）4月 - 小学科制採用（営業科・経理科・事務科）。
- 1994年（平成6年）4月 - 流通経済科・国際経済科・会計科・情報処理科に学科改編。
- 1997年（平成9年）6月 - 100周年記念館「アポロン」竣工。
- 2000年（平成12年）9月 - テニスコート舗装工事竣工。
- 2001年（平成13年）6月 - グラウンド舗装工事竣工。
- 2004年（平成16年）1月 - トレーニングルーム竣工。
- 2010年（平成22年）5月 - 第2グラウンド芝生化。
- 2022年（令和4年）4月 - 流通経済科を流通ビジネス科、国際経済科を国際ビジネス科、会計科を会計ビジネス科、情報処理科を情報ビジネス科に学科改編。

## 部活動

### 運動部
- 硬式野球
  - 甲子園出場の常連であり、春の甲子園に5回、夏の甲子園に22回出場している。特に夏の甲子園の出場回数は県内最多。
- 陸上競技
- バレーボール
  - 女子は春の高校バレーや高校総体に出場経験がある。女子は第75回春の高校バレーに出場を果たした（10年ぶり10回目）。
- バドミントン
- バスケットボール
- ソフトテニス
- サッカー
- ハンドボール
- 卓球
- 水泳
- レスリング

### 文化部
- 吹奏楽
  - 富山商業高校に次ぎ全日本吹奏楽コンクールの常連である。また、全日本マーチングコンテストの常連である。
- 珠算
- 経理
- 英会話
- 美術
- 広報
- 書道
- ビジネス研究
- ワープロ
- 情報処理
- 應援

## 校歌
作詞：相馬御風、作曲：梁田貞

## 著名な出身者
政治
- 正橋正一
- 山崎昇

マスコミ・芸能界
- 車吉章
- 重原佐千子
- 鼻毛の森
- 山田辰夫
- 滝田洋二郎

バレーボール
- 高崎紗緒梨
- 塚原佳代子
- 神本千佳

野球
- 土肥健二
- 前田四郎
- 進藤達哉
- 尾山敦
- 干場崇永
- 紺田敏正
- 山田龍聖

バスケットボール
- 野尻晴一
- 水戸健史

プロレス
- 北宮光洋

メンタルコーチ
- 飯山晄朗

YouTuber
- よっち（ボンボンTV）

現代美術作家・著者
- 玉本奈々

## 著名な教職員
- 山崎寿春（駿台予備学校創立者）